# Litoscalpellum simplex
Litoscalpellum simplex är en kräftdjursart som beskrevs av Newman och Ross 1971. Litoscalpellum simplex ingår i släktet Litoscalpellum och familjen Scalpellidae. Inga underarter finns listade i Catalogue of Life.